# Kermit Erasmus
Kermit Romeo Erasmus (Port Elizabeth, 8 juli 1990) is een Zuid-Afrikaans voetballer die als aanvaller speelt bij Mamelodi Sundowns. Hij debuteerde in 2010 in het Zuid-Afrikaans voetbalelftal.

## Clubvoetbal

### Supersport United FC
In het seizoen 2007/08 debuteerde Kermit Erasmus op 17-jarige leeftijd voor de hoofdmacht team van Supersport United FC, een Zuid-Afrikaanse voetbalclub uit de hoofdstad Pretoria. Samen met Kamohelo Mokotjo en Philani Khwela staat hij dan te boek als een van de meest beloftevolle spelers van de club.
Erasmus speelde er in zijn debuutseizoen tien wedstrijden en maakte één doelpunt, in de beslissende competitiewedstrijd tegen Ajax Cape Town (3-1 winst), de Zuid-Afrikaanse tak van AFC Ajax. Mede door dit doelpunt werd Erasmus met Supersport United op de laatste speeldag van de competitie landskampioen met twee punten voorsprong op concurrent Ajax Cape Town.
In november 2007 staat de naam van Kermit Erasmus in de mondiale top 50 van grote talenten. Deze lijst, die door het Britse magazine World Soccer wordt gepubliceerd, bevat een verzameling van 's werelds grootste beloften van het moment. Op deze lijst staan verder voetballers als Gareth Bale, Karim Benzema, Mesut Özil en de Nederlanders Gregory van der Wiel en Ismaïl Aissati.
Tijdens zijn periode bij Supersport liep Erasmus al een aantal stages bij Feyenoord. Tijdens deze stages liet Erasmus een dermate goede indruk achter dat hij een contract krijgt aangeboden bij de Rotterdamse club. In januari 2008 tekent hij een voorcontract, die hem vanaf 8 juli 2008 voor drie seizoenen bij de Rotterdammers verbindt.

### Feyenoord
Voordat hij een bal zou aanraken bij Feyenoord, was Erasmus al geliefd onder Feyenoordsupporters. Zijn eerdere doelpunt tegen Ajax Cape Town, de Zuid-Afrikaanse tak van Ajax, hielp daar aan mee, maar het zal vooral zijn achternaam zijn die bij zijn nieuwe omgeving past. Desiderius Erasmus is een van de beroemdste personen uit de stad waar men een Erasmus Universiteit en de Erasmusbrug kan vinden en vanaf het seizoen 2008/09 ook een voetballer met de naam Erasmus bij de Rotterdamse volksclub.
Vanaf 8 juli 2008 stond Erasmus officieel onder contract bij Feyenoord. Technisch directeur Peter Bosz liet bij de spelerspresentatie weten: ,,Hij is nog heel jong en zal in principe aansluiten bij ons beloftenteam". Bij De Stadionclub begon hij in het beloftenteam, maar kreeg hij in de voorbereiding de kans zich te bewijzen bij selectie van hoofdtrainer Gertjan Verbeek. In de Beloften Eredivisie maakte Erasmus in 23 wedstrijden elf doelpunten. Op 29 oktober 2008 debuteerde hij in de hoofdmacht in de stadsderby tegen Sparta Rotterdam. Ook in de UEFA Cup speelde Erasmus twee wedstrijden, tegen AS Nancy-Lorraine en Lech Poznan. Voor het seizoen 2009/10 werd hij, samen met zeven andere Feyenoord-spelers, verhuurd aan SBV Excelsior.
Voor het seizoen 2010/11 kwam Erasmus niet in aanmerking voor een plek in de selectie van Feyenoord, dat inmiddels onder leiding stond van Mario Been. Hij keerde daarom in juli 2010 transfervrij terug naar Supersport United FC. Feyenoord hield wel recht op een percentage bij een eventuele doorverkoop.

### SBV Excelsior
Voor de satellietclub was hij een aantal keer zeer belangrijk. Bij zijn debuut speelde hij meteen een hele wedstrijd en zette hij in het vervolg een aantal wedstrijden naar zijn hand. Tegen Telstar scoorde hij de late gelijkmaker en tegen FC Eindhoven waren zijn twee doelpunten enorm belangrijk bij het rechtzetten van een 4-1-achterstand naar een 4-4 gelijkspel. In de eindstand behaalde Excelsior uiteindelijk de derde plaats, waarna de Kralingers via het winnen van de Play-offs alsnog wisten te promoveren naar de Eredivisie.
Door zijn sterke spel, was Kermit Erasmus een van de drie genomineerden voor de onderscheiding van Afrikaans talent van het jaar, maar de prijs zou tijdens het CAF-voetbalgala gaan naar Dominic Adiyiah van AC Milan die voorheen zijn jeugdopleiding genoot bij Feyenoord Fetteh.

### Supersport United FC (2e periode)
Vanaf het seizoen 2010/11 keert Erasmus weer terug bij zijn voormalige werkgever Supersport United, de club die toen zojuist landskampioen van Zuid-Afrika geworden is en zich daarmee plaatste voor de CAF Champions League. Hij zal hier samen spelen met Glen Salmon, die ook in het verleden uitkwam in de Eredivisie.
In de wedstrijden van de CAF Champions League 2011 werd in de voorronde zonder grote moeite gewonnen van Matlama FC, maar in de eerste ronde stond Supersport United tegenover Al-Ahly, een van de beste en succesvolste clubs van Egypte en Afrika. Over twee wedstrijden zou Al-Ahly met een 2-1 winst doorgaan, maar nadat de middenvelder Jabulani Malukeke wist te scoren vanuit een vrije trap, als gevolg van een overtreding van Wael Gomaa op Kermit Erasmus aan de rand van het strafschopgebied, wist Supersport in het thuisduel nog wel verrassend met 1-0 te winnen van de Egyptische topclub.
In juni 2011 toonde de Hongaarse landskampioen Videoton FC concrete interesse in Erasmus en zouden een bod van 1,6 miljoen rand (160.000 euro) hebben neergelegd. Dit bod werd geweigerd door Supersport United en door de clubleiding afgedaan als "riducuul".
In zijn tweede seizoen wonnen de Matsatsantsa in 2012 de beker van Zuid-Afrika. Mede dankzij een doelpunt van Erasmus won de club in de finale met 2-0 van Mamelodi Sundowns FC, dat onder leiding stond van Johan Neeskens, waardoor Supersport United het volgende seizoen mag deelnamen aan de CAF Confederation Cup. In de CAF Confederation Cup van 2013 wist Erasmus eenmaal te scoren tegen CS Don Bosco, maar in de tweede ronde werd zijn club over twee wedstrijden met 3-1 verslagen en uitgeschakeld tegen de Egyptische voetbalclub ENPPI Club. Tijdens het seizoen 2012/13 wist Erasmus in 19 competitiewedstrijden voor Supersport 5 keer te scoren, hetgeen hem het gemiddelde van 0,26 doelpunten per wedstrijd opleverde. Wederom bereikte Erasmus met zijn team de nationale bekerfinale, maar hierin werd verloren van Kaizer Chiefs die eveneens ook landskampioen werden. Waardoor de club zich alsnog voor het seizoen 2013/14 wist te plaatsen voor de CAF Confederation Cup. Na afloop van het seizoen toonden Mamelodi Sundowns FC, Kaizer Chiefs en Orlando Pirates FC interesse voor de diensten van de aanvaller.
Wanneer het sterrenteam van Manchester City FC met de nieuwe hoofdtrainer Manuel Pellegrini in aanloop van het seizoen 2013/14 een oefenwedstrijd komt spelen tegen Supersport United, wisten de Zuid-Afrikanen verrassend met 2-0 te winnen dankzij een treffer van Erasmus en diens teamgenoot Mame Niang. Op 23 juli 2013 maakte Erasmus een binnenlandse transfer naar de achtvoudig landskampioen Orlando Pirates.

### Orlando Pirates
Als nieuwe aankoop van Orlando Pirates FC zal Erasmus niet kunnen uitkomen in het toernooi om de CAF Champions League 2013, omdat de CAF-reglementen bepalen een speler die eerder in 2013 al actief is geweest in de CAF Confederation Cup 2013, niet mag worden toegevoegd aan de Champions League-selectie. Erasmus maakt zijn debuut voor de Sea Robbers in de competitiewedstrijd tegen AmaZulu FC Durban, welke verloren werd met 0-1. Op 28 januari 2016 werd bekend dat Erasmus voor 640 duizend euro de overstap naar de Franse voetbalclub Stade Rennais maakt. Erasmus tekent daar een contract voor tweeënhalf jaar.

### Stade Rennais
In januari 2016 sluit Kermit Erasmus zich aan bij de selectie van Stade Rennais, die op dat moment de vierde plaats bezet in de Ligue 1. De hoofdtrainer Rolland Courbis meldt op de website van de club dat Erasmus voornamelijk gehaald is als versterking voor het seizoen 2016/17. Op 13 maart 2016 maakt Erasmus zijn debuut voor Les rouges et noirs in de thuiswedstrijd tegen Olympique Lyonnais (2-2 gelijkspel). Hij kwam daarbij in de 80e minuut binnen de lijnen als invaller voor Pedro Henrique.

### Verhuur aan RC Lens
Op 20 januari 2017 wordt bekend dat Erasmus voor een halfjaar wordt verhuurd aan RC Lens, dat in het seizoen 2016/2017 uitkomt in de Ligue 2. Medio 2017 keerde hij terug bij Rennes maar kwam niet meer aan bod. Begin 2018 werd zijn contract ontbonden.

### AFC Eskilstuna
Eind maart 2018 sloot hij aan bij het Zweedse AFC Eskilstuna dat uitkomt in de Superettan.

## Interlands

### Zuid-Afrika onder 17
In het team van Zuid-Afrika -17 kwam hij in de tweede helft in het veld in een wedstrijd tegen Zimbabwe -17. Erasmus scoorde een zuivere hattrick en hielp zijn ploeg aan een 5-2 zege.

### Zuid-Afrika onder 20
Erasmus werd voor Zuid-Afrika onder 20 opgeroepen om het WK U20 te spelen in Egypte. Hij kreeg het shirtnummer 18 toegewezen. In de eerste wedstrijd tegen de Verenigde Arabische Emiraten scoorde hij tweemaal. Van Hongarije werd verloren, maar na een 0-2 zege op Honduras speelden de Zuid-Afrikanen bij de laatste zestien tegen Ghana. Erasmus scoorde in deze wedstrijd de openingstreffer, maar zijn ploeg verloor in de verlenging met 2-1.

### Zuid-Afrika
Na drie wedstrijden te hebben gespeeld in de hoofdmacht van Supersport United, werd Erasmus in 2008 door bondscoach Carlos Alberto Parreira opgeroepen voor het Zuid-Afrikaans voetbalelftal. Hoewel hij in de oefeninterland tegen Zimbabwe op de bank zat, werd hij de jongste Zuid-Afrikaanse speler ooit geselecteerd voor het nationale team. Op 4 september 2010 maakte Erasmus zijn debuut als A-international tegen Niger in een kwalificatiewedstrijd voor de African Cup of Nations 2012, dat met 2-0 werd gewonnen. Twee maanden later, op 17 november, viel Erasmus de 88ste minuut in tijdens de vriendschappelijke interland tegen de Verenigde Staten (1-0 verlies). Op 15 november 2011 kreeg Erasmus weer een basisplaats bij de Bafana Bafana in de interland tegen Zimbabwe. Deze wedstrijd werd met 2-1 verloren.
| Interlands van Kermit Erasmus voor Zuid-Afrika | Interlands van Kermit Erasmus voor Zuid-Afrika | Interlands van Kermit Erasmus voor Zuid-Afrika | Interlands van Kermit Erasmus voor Zuid-Afrika | Interlands van Kermit Erasmus voor Zuid-Afrika | Interlands van Kermit Erasmus voor Zuid-Afrika |
| №                                              | Datum                                          | Wedstrijd                                      | Uitslag                                        | Competitie                                     | Goals                                          |
| ---------------------------------------------- | ---------------------------------------------- | ---------------------------------------------- | ---------------------------------------------- | ---------------------------------------------- | ---------------------------------------------- |
| 1                                              | 04-09-2010                                     | Zuid-Afrika – Niger                            | 2 – 0                                          | Kwalificatie Afrika Cup 2012                   | 0                                              |
| 2                                              | 17-11-2010                                     | Zuid-Afrika – Verenigde Staten                 | 0 – 1                                          | Vriendschappelijk                              | 0                                              |
| 3                                              | 15-11-2011                                     | Zimbabwe - Zuid-Afrika                         | 2 – 1                                          | Vriendschappelijk                              | 0                                              |
| 4                                              | 14-11-2012                                     | Zambia - Zuid-Afrika                           | 1 – 0                                          | Vriendschappelijk                              | 0                                              |
| 5                                              | 07-09-2013                                     | Zuid-Afrika - Botswana                         | 4 – 1                                          | Kwalificatie WK 2014                           | 1                                              |
| 6                                              | 10-09-2013                                     | Zuid-Afrika - Zimbabwe                         | 1 – 2                                          | Vriendschappelijk                              | 0                                              |
| 7                                              | 11-10-2013                                     | Marokko - Zuid-Afrika                          | 1 – 1                                          | Vriendschappelijk                              | 0                                              |
| 8                                              | 15-11-2013                                     | Swaziland - Zuid-Afrika                        | 0 – 3                                          | Vriendschappelijk                              | 0                                              |
| 9                                              | 11-10-2014                                     | Congo-Brazzaville – Zuid-Afrika                | 0 – 2                                          | Kwalificatie Afrika Cup 2015                   | 0                                              |
| 10                                             | 15-10-2014                                     | Zuid-Afrika – Congo-Brazzaville                | 0 – 0                                          | Kwalificatie Afrika Cup 2015                   | 0                                              |
| 11                                             | 19-11-2014                                     | Zuid-Afrika – Nigeria                          | 2 – 2                                          | Kwalificatie Afrika Cup 2015                   | 0                                              |
| 12                                             | 25-03-2017                                     | Zuid-Afrika - Guinee-Bissau                    | 3 – 1                                          | Vriendschappelijk                              | 1                                              |
| 13                                             | 28-03-2017                                     | Zuid-Afrika - Angola                           | 0 – 0                                          | Vriendschappelijk                              | 0                                              |
| 14                                             | 13-06-2017                                     | Zuid-Afrika - Zambia                           | 1 – 2                                          | Vriendschappelijk                              | 0                                              |

## Statistieken
| Seizoen                  | Club                     |                          | Competitie               | Competitie | Competitie | Beker | Beker | Internationaal | Internationaal | Overig | Overig | Totaal | Totaal |
| Seizoen                  | Club                     | Wed.                     | Competitie               | Dlp.       | Wed.       | Dlp.  | Wed.  | Dlp.           | Wed            | Dlp.   | Wed.   | Dlp.   |        |
| ------------------------ | ------------------------ | ------------------------ | ------------------------ | ---------- | ---------- | ----- | ----- | -------------- | -------------- | ------ | ------ | ------ | ------ |
| 2007/08                  | Supersport United        | Vlag van Zuid-Afrika     | Premier Soccer League    | 10         | 1          | 0     | 0     | -              | -              | -      | -      | 10     | 1      |
| Club totaal              | Club totaal              | Club totaal              | Club totaal              | 10         | 1          | 0     | 0     | 0              | 0              | 0      | 0      | 10     | 1      |
| 2008/09                  | Jong-Feyenoord           | Vlag van Nederland       | Beloften Eredivisie      | 23         | 11         | -     | -     | -              | -              | -      | -      | 23     | 11     |
| Club totaal              | Club totaal              | Club totaal              | Club totaal              | 23         | 11         | 0     | 0     | 0              | 0              | 0      | 0      | 23     | 11     |
| 2008/09                  | Feyenoord                | Vlag van Nederland       | Eredivisie               | 4          | 0          | 0     | 0     | 2              | 0              | -      | -      | 6      | 0      |
| Club totaal              | Club totaal              | Club totaal              | Club totaal              | 4          | 0          | 0     | 0     | 2              | 0              | 0      | 0      | 6      | 0      |
| 2009/10                  | → SBV Excelsior          | Vlag van Nederland       | Eerste divisie           | 31         | 11         | 1     | 0     | -              | -              | 4      | 0      | 31     | 11     |
| Club totaal              | Club totaal              | Club totaal              | Club totaal              | 31         | 11         | 1     | 0     | 0              | 0              | 4      | 0      | 36     | 11     |
| 2010/11                  | Supersport United        | Vlag van Zuid-Afrika     | Premier Soccer League    | 19         | 4          | 0     | 0     | 2              | 0              | 1      | 1      | 22     | 5      |
| 2011/12                  | Supersport United        | Vlag van Zuid-Afrika     | Premier Soccer League    | 19         | 5          | 1     | 0     | -              | -              | 0      | 0      | 20     | 5      |
| 2012/13                  | Supersport United        | Vlag van Zuid-Afrika     | Premier Soccer League    | 19         | 5          | 2     | 0     | -              | -              | 1      | 0      | 22     | 5      |
| Club (2e periode) totaal | Club (2e periode) totaal | Club (2e periode) totaal | Club (2e periode) totaal | 57         | 14         | 3     | 0     | 2              | 0              | 2      | 1      | 64     | 15     |
| 2013/14                  | Orlando Pirates          | Vlag van Zuid-Afrika     | Premier Soccer League    | 26         | 4          | 2     | 1     | -              | -              | 4      | 0      | 32     | 5      |
| 2014/15                  | Orlando Pirates          | Vlag van Zuid-Afrika     | Premier Soccer League    | 26         | 10         | 2     | 0     | -              | -              | 4      | 2      | 32     | 12     |
| 2015/16                  | Orlando Pirates          | Vlag van Zuid-Afrika     | Premier Soccer League    | 13         | 3          | 3     | 1     | -              | -              | -      | -      | 16     | 4      |
| Club totaal              | Club totaal              | Club totaal              | Club totaal              | 65         | 17         | 7     | 2     | 0              | 0              | 8      | 2      | 80     | 21     |
| 2015/2016                | Stade Rennais            | Vlag van Frankrijk       | Ligue 1                  | 2          | 0          | 0     | 0     | -              | -              | -      | -      | 2      | 0      |
| 2016/2017                | Stade Rennais            | Vlag van Frankrijk       | Ligue 1                  | 7          | 0          | 2     | 0     | -              | -              | -      | -      | 9      | 0      |
| Club totaal              | Club totaal              | Club totaal              | Club totaal              | 9          | 0          | 2     | 0     | 0              | 0              | 0      | 0      | 11     | 0      |
| 2016/2017                | → RC Lens (huur)         | Vlag van Frankrijk       | Ligue 2                  | 12         | 1          | 0     | 0     | -              | -              | 0      | 0      | 12     | 1      |
| Club totaal              | Club totaal              | Club totaal              | Club totaal              | 12         | 1          | 0     | 0     | 0              | 0              | 0      | 0      | 12     | 1      |
| 2018                     | AFC Eskilstuna           | Vlag van Zweden          | Superettan               | 11         | 2          | 0     | 0     | -              | -              | 0      | 0      | 11     | 2      |
| 2018/19                  | Vitória Setúbal FC       | Vlag van Portugal        | Primeira Liga            | 0          | 0          | 0     | 0     | -              | -              | 0      | 0      | 0      | 0      |
| Carrière totaal          | Carrière totaal          | Carrière totaal          | Carrière totaal          | 199        | 54         | 13    | 2     | 4              | 0              | 14     | 3      | 230    | 59     |

Bijgewerkt op 21 januari 2017.

## Erelijst

### Met clubteams
- Landskampioen Zuid-Afrika: 2008 (Supersport United)
- Play-offs Promotie Eredivisie: 2010 (SBV Excelsior)
- Beker van Zuid-Afrika: 2012 (Supersport United) 2014 (Orlando Pirates)

### Persoonlijke prijzen
- Beste speler van de Mercedes-Benz Junior Cup: 2008

## Bijnaam
- Hij is vernoemd naar Kermit Ruffins, een jazzmusicus uit de Verenigde Staten.
- Dankzij zijn voornaam heeft Erasmus de bijnaam Kermit de Kikker. Deze bijnaam, met een verwijzing naar de muppet, heeft hij gekregen in de Zuid-Afrikaanse kranten omdat hij relatief hoog kan springen, ondanks zijn geringe lengte.